# ミントソース

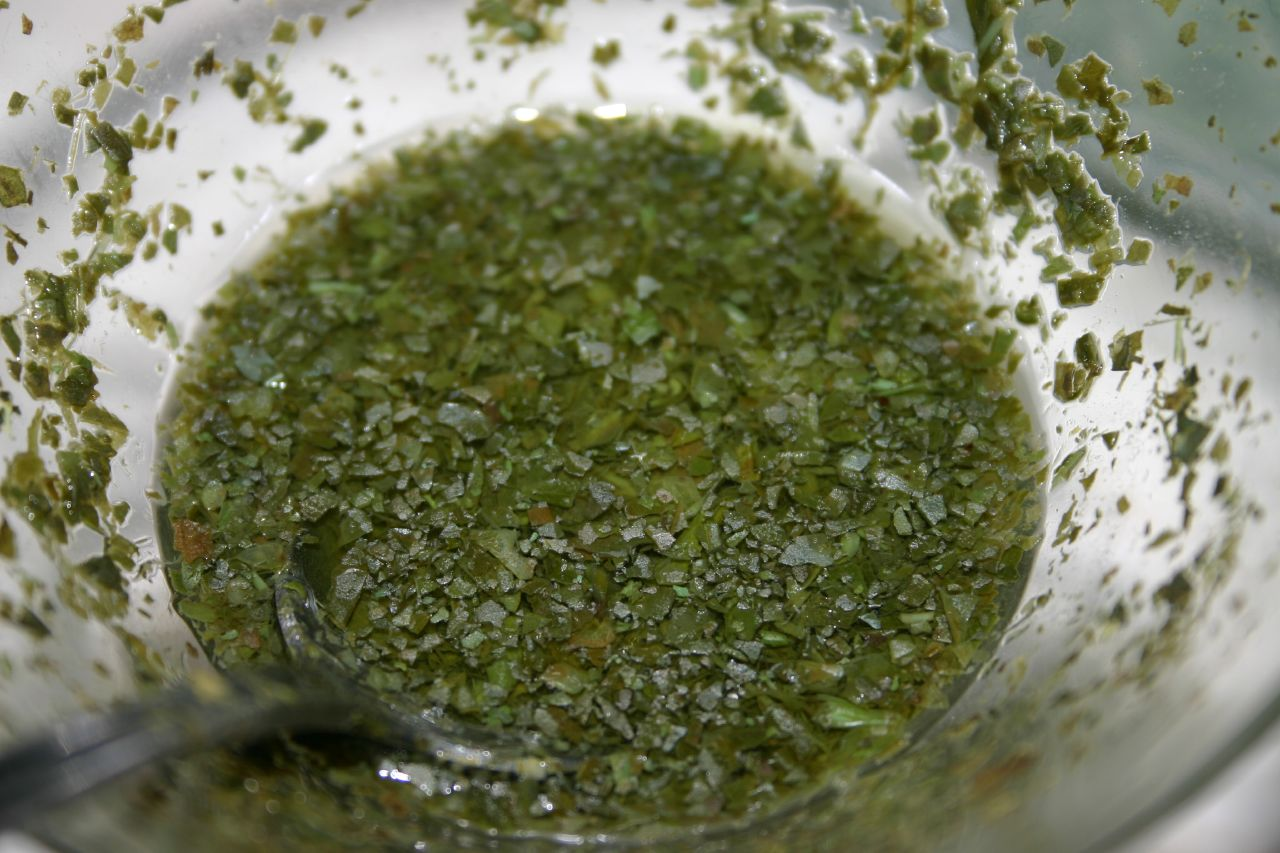
ミントソース

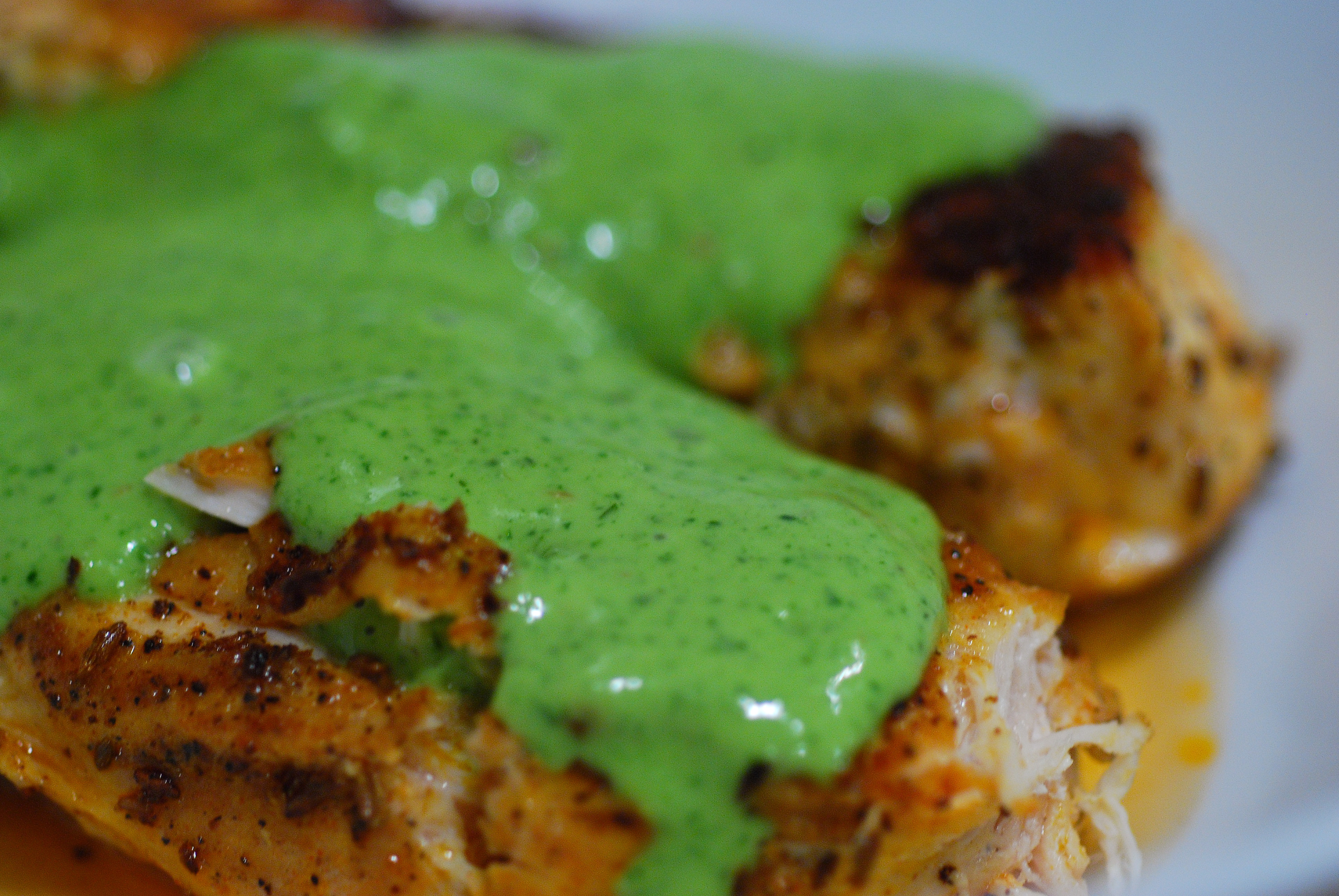
鶏肉にかけたパセリミントソース

ミントソース(Mint sauce)は、ペパーミントの葉を細かく刻み、酢に浸し、少量の砂糖を加えた伝統的なソースである。絞ったライム果汁が加えられることもある。濃い生クリーム程度の濃度になるようにする。
イギリス料理やアイルランド料理で、伝統的にローストラムやその他のロースト肉に添えられるが、マッシーピーに添える地域もある。
ミントソースは、新鮮なミントが得られる地域のいくつかのレシピで用いられる。トーストやパンに乗せて食べたり、ヨーグルトと混ぜてライタを作ったりもする。
ミントソースのような甘酸っぱいソースは中世ヨーロッパでは一般的であったが（フランス料理やイタリア料理では、イギリス料理よりも早い時期にミントが一般的に使われていた）、近代に入ると少なくなり、ほとんどなくなってしまった。
チュニジアでは、乾燥ミントから似たソースを作り、メシュウィとともに供したり、ヴィネグレットソースのベースに用いたりする。チュニジア料理には、他にも乾燥ミントや新鮮なミントを用いる。
ラズベリー等の果物をミントソースに入れることもある。

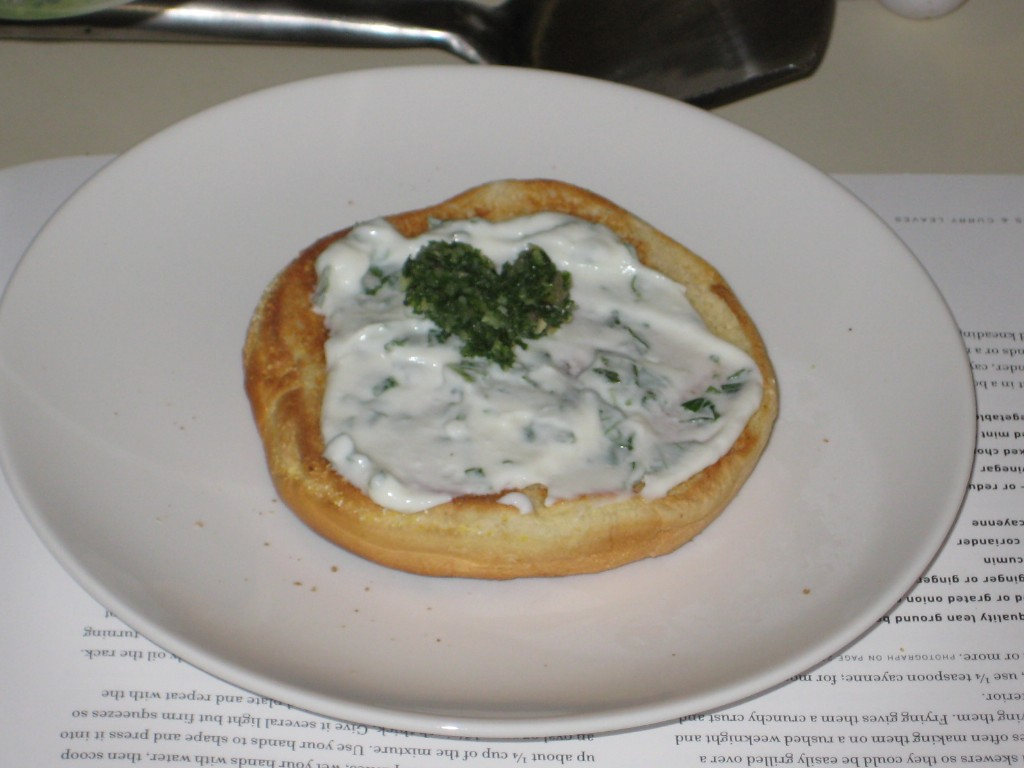
ヨーグルトミントソース
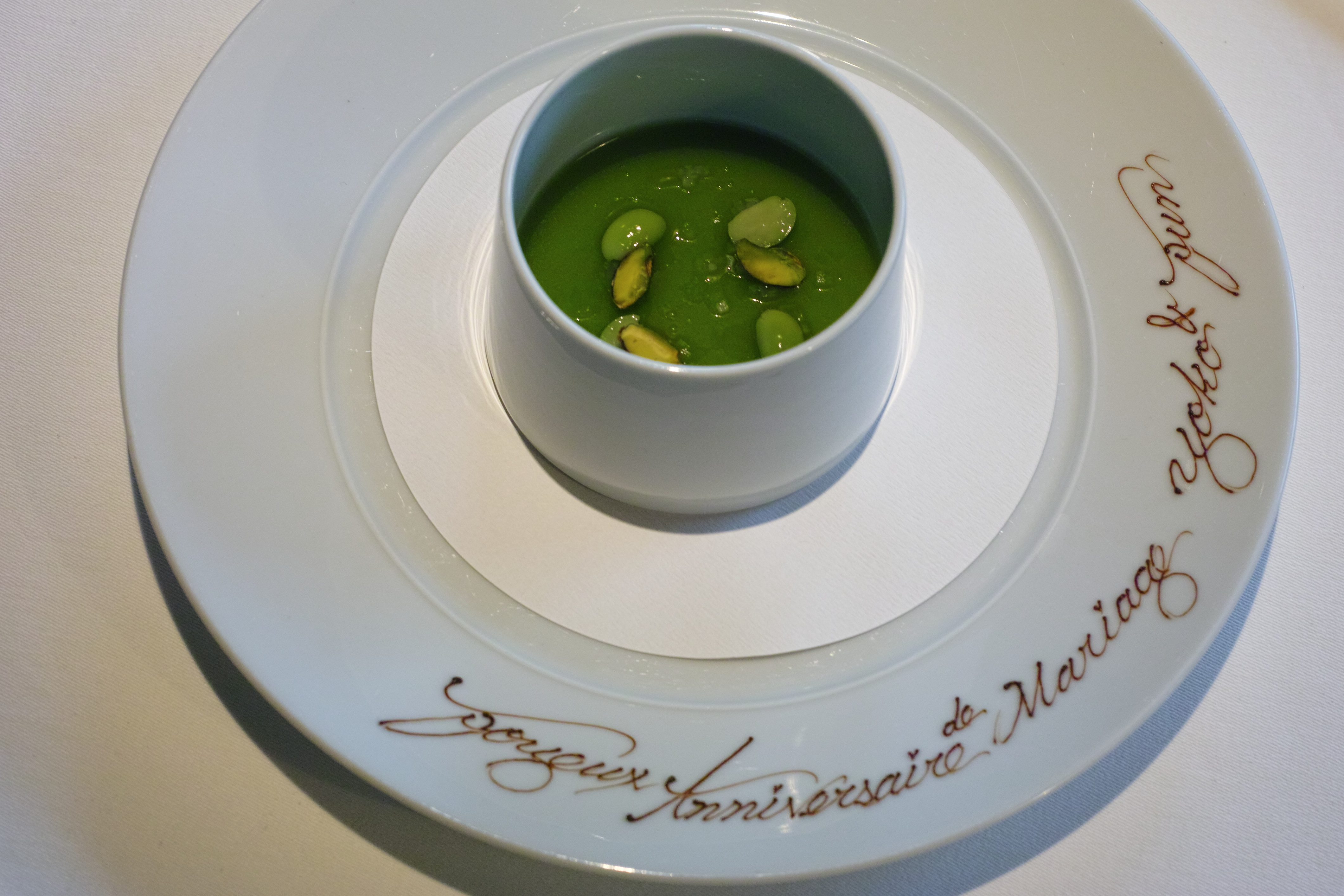
ミントソースをかけたパンナコッタ
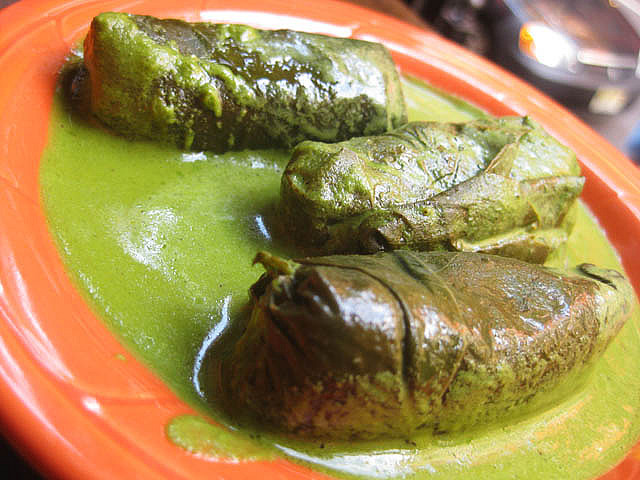
詰め物をしたブドウの葉にヨーグルトミントソースをかけた料理